# عبدالملک بن زیدان
عبدالملک بن زیدان (انگلیسی: Abu Marwan Abd al-Malik II; نامشخص – ۱۰ مارس ۱۶۳۱) سلطان سعدیان مراکش از سال ۱۶۲۷ تا ۱۶۳۱ بود.